# 兵主神社 (丹波市)

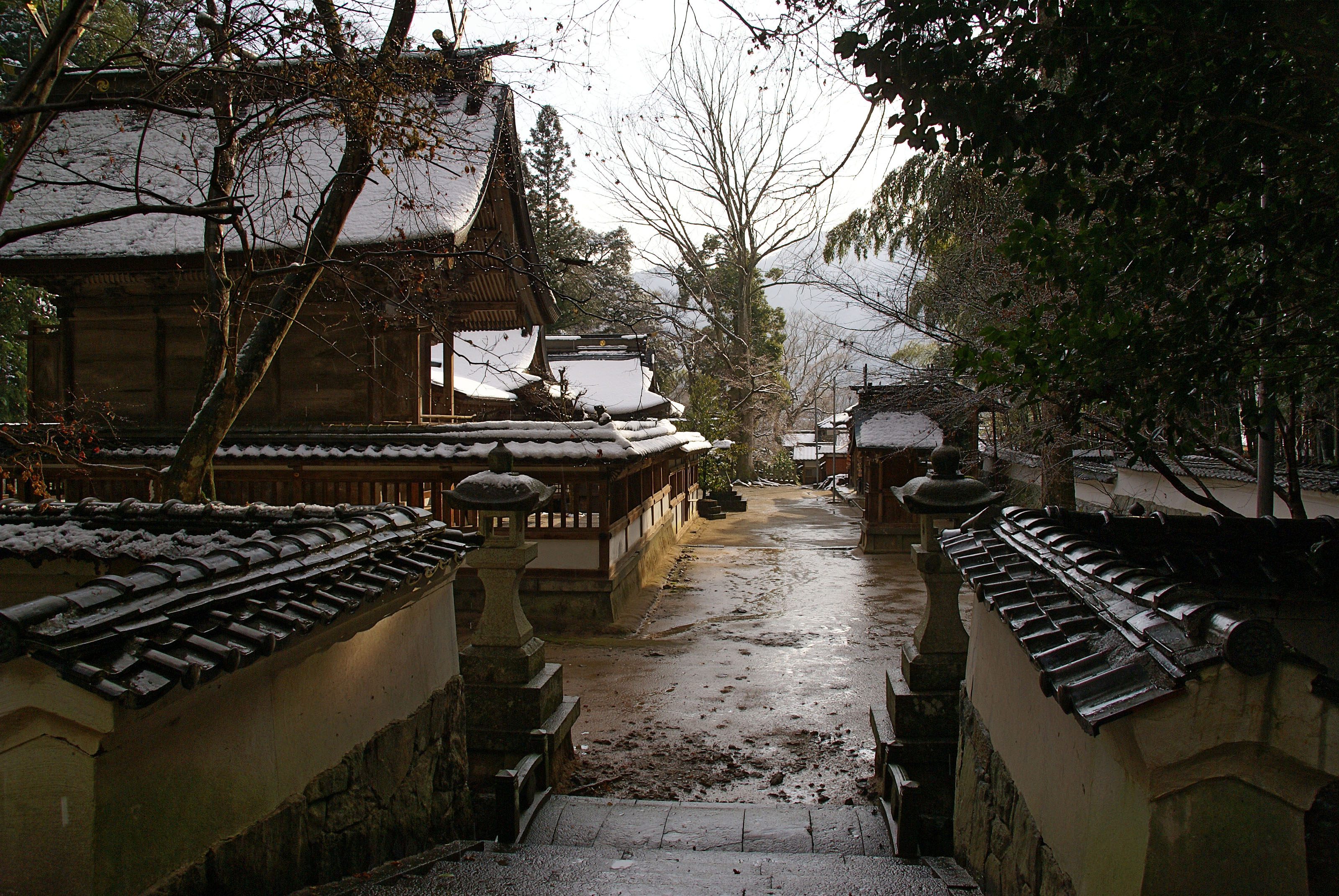
本殿裏

兵主神社（ひょうずじんじゃ）は兵庫県丹波市にある神社。式内社で、旧社格は県社。

## 概要
日本に19社ある兵庫（つわものぐら）の鎮守である兵主神社の丹波国の一社。
746年（奈良時代、天平18年）の創建である。祭神は大名持大神、少名持大神、天香山大神、恵比須大神で、生命財産の守護神、特に戦国時代以降は疱瘡の守護神として広く知られる。

## 境内
境内はいわゆる「鎮守の森」になっており、社殿裏のオガタマノキ（高さ34m）をはじめムクノキやスギなどの巨木のほかコジイ群落がある。環境緑地保全地域および丹波市指定天然記念物に指定されている。
鳥居の額「兵主社」は文化11年、内大臣の近衛基前自身が揮ごうして寄進したものである。このほか近衛家からの献上品を多数所蔵する。

## 所在地・交通アクセス
- 所在地 - 兵庫県丹波市春日町黒井2967
- JR福知山線 黒井駅 徒歩10分

## 周辺情報
- 黒井城
- 興禅寺
- 丹波市立春日郷土資料館
- 丹波市立春日歴史民俗資料館
- 道の駅丹波おばあちゃんの里
- 兵庫県立氷上高等学校